# PHP-GTK
PHP-GTK é uma extensão para a linguagem de programação PHP que implementa o binding da linguagem para o GTK+. Proporciona uma interface orientada a objeto para as classes e funções do GTK+ e simplifica, e muito, o desenvolvimento de aplicações desktop multi-plataforma. Seu autor original é Andrei Zmievski e o desenvolvimento esteve em andamento até 2010.
No ano de 2010 aconteceu a última atualização do projeto e o mesmo foi finalizado. O PHP-Gtk só tem compatibilidade com a versão do Gtk 2 (a versão 4 está em andamento) e o Glade 2 (estamos na versão 3).
Entretanto outras possibilidades passaram a existir como o WxPHP (WxWidgets para o PHP) que atualmente é o mais forte dos substitutos. Além dele existe o WinBinder (compatível apenas com o Windows) e o PHP-Qt.
Entre essas atualizações existe o TideSDK, um projeto da qual você desenvolve utilizando para o layout HTML5, CSS3 e como linguagem de programação você pode utilizar o Javascript, Python, Ruby e PHP. O mesmo se aplica para aplicações Desktop e Mobile utilizando o mesmo código.
Usos significantes do PHP-GTK incluem:
- AGATA - Uma aplicação de geração de relatórios;
- Tulip - Um ambiente de desenvolvimento para PHP e PHP-GTK;
- LinuxStok - Controle de Estoque e Financeiro. O LinuxStok é um exemplo de programa totalmente escrito em PHP-GTK. Trata-se de um software completo e totalmente funcional de controle de estoque e gerenciamento empresarial.